# Odvykání kouření

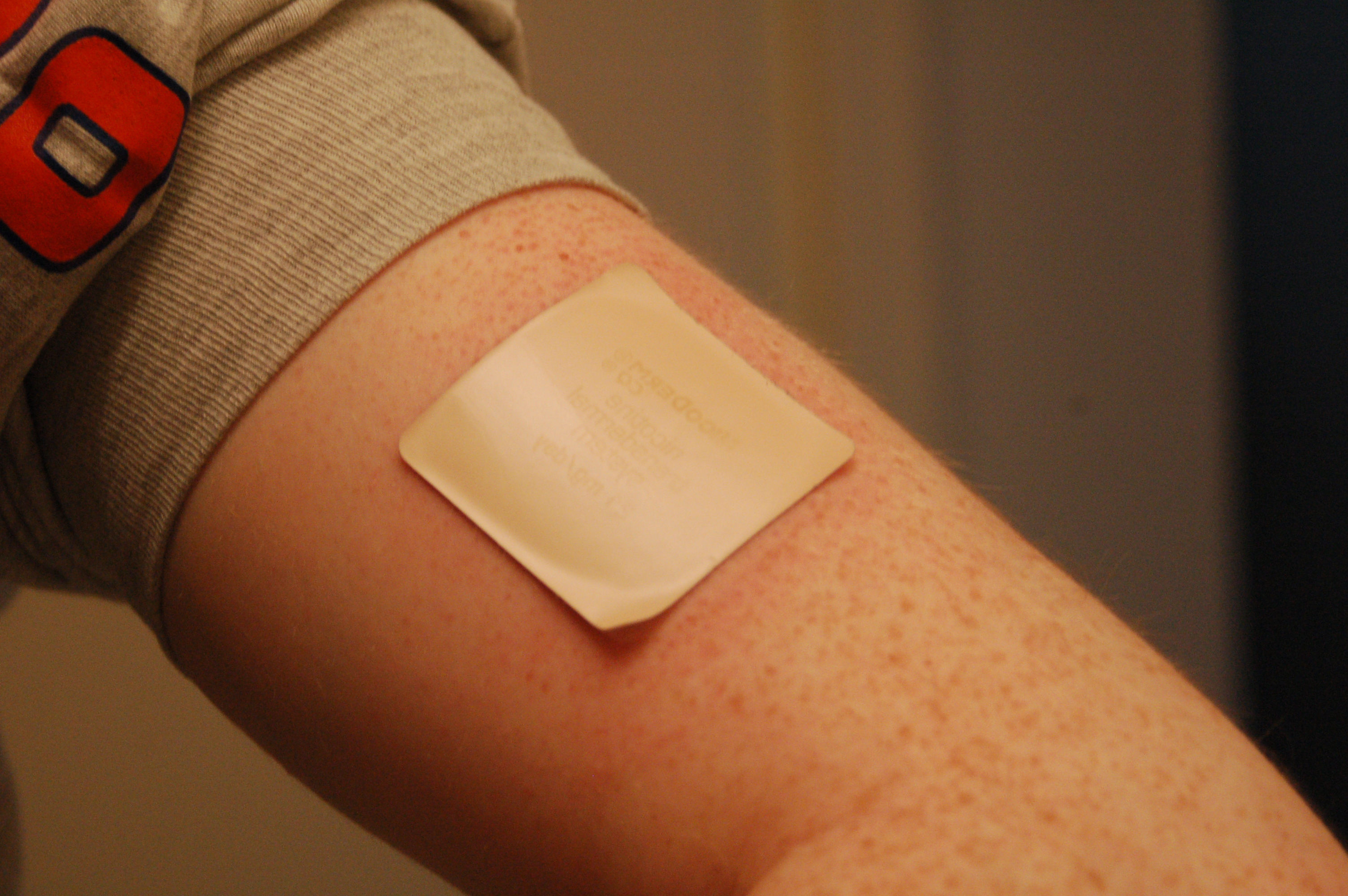
Nikotinová náplast.

Odvykání kouření (hovorově skončení s kouřením) je proces, při kterém se směřuje k ukončení praktik inhalace spalin z hořícího materiálu. Programy pro odvykání kouření jsou primárně orientovány na kouření tabáku, ale mohou být aplikovány i na další látky, u kterých vede časté používání ke tvorbě psychické závislosti, nebo silnému fyzickému návyku. Tento článek se věnuje výlučně problematice odvykání kouření cigaret.
Je obecně známou pravdou, že jen málo kuřáků dokáže úspěšně přestat hned na první pokus. Studie prokázaly, že skoncovat s kouřením je složité i v takových případech, kdy bylo kuřákovi diagnostikováno onemocnění, které je kouřením přímo způsobené. K úniku ze závislosti na nikotinu je třeba především silného vnitřního odhodlání.
Jedna z metod vychází z faktu, že je třeba kuřáka nejdříve zbavit strachu v němž jej drží závislost na nikotinu, tedy strachu, že přestat nedokáže. Metoda je tedy podobná jako při léčbě (terapii) kdy se pacient zbavuje fobií a strachu. Kurz používá stejné principy, jako Allen Carr.

## Kouření a průměrná spotřeba cigaret v Česku
V Česku kouří celkem 2,3 milionu lidí; z toho 1,7 milionu by chtělo přestat, milion to každoročně zkusí. Úspěšná jsou ale jen dvě až tři procenta.